# 20 złotych 100. rocznica utworzenia Legionów Polskich
20 złotych 100. rocznica utworzenia Legionów Polskich – polski banknot kolekcjonerski o nominale dwudziestu złotych, wprowadzony do obiegu 5 sierpnia 2014 roku, zarządzeniem z 22 lipca 2014 r.

## Awers

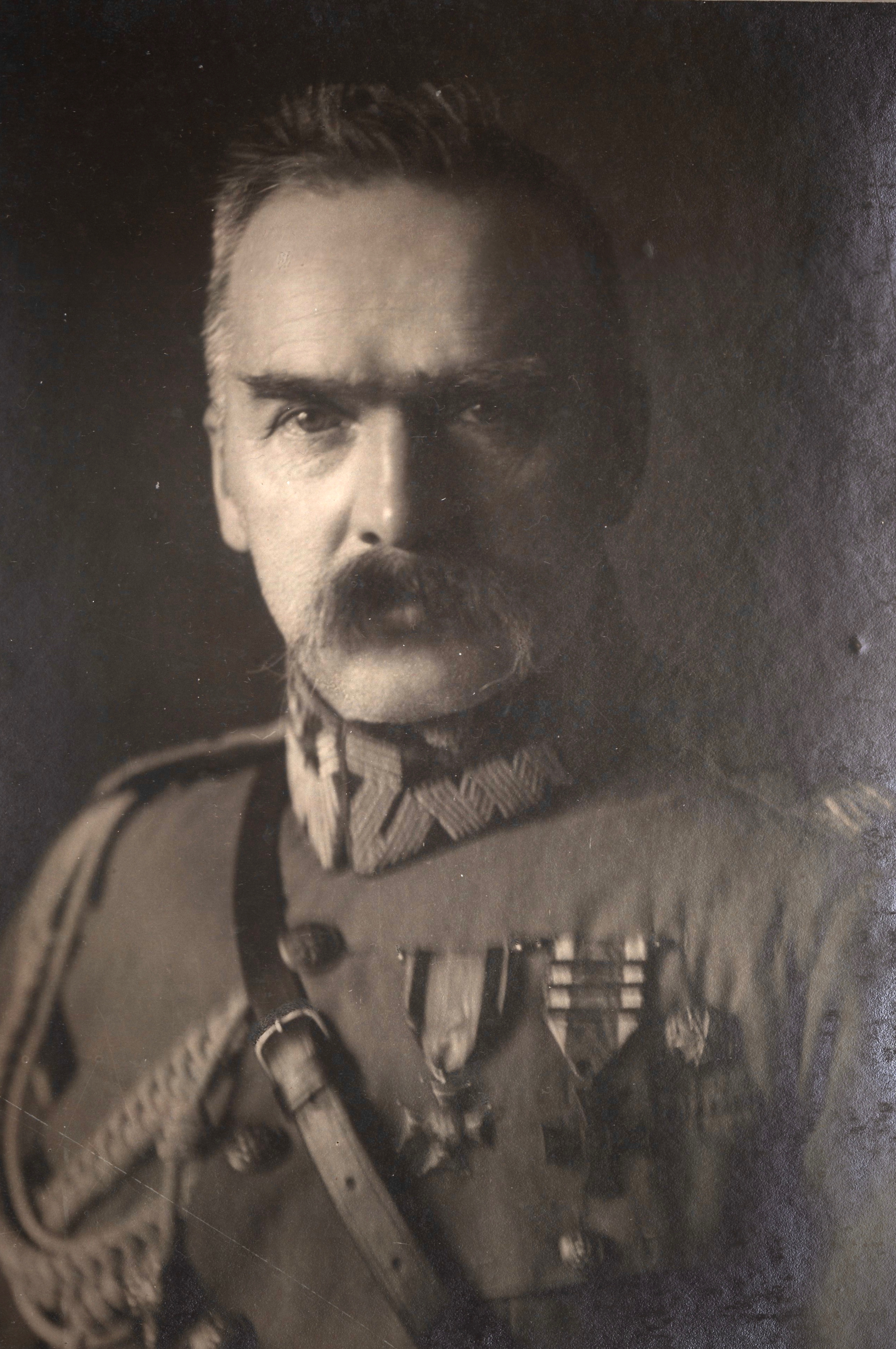
Zdjęcie Józefa Piłsudskiego użyte na banknocie

Na awersie umieszczono wizerunek Marszałka Józefa Piłsudskiego w mundurze oraz Belweder w Warszawie (hologram).

## Rewers
Na rewersie został ukazany Krzyż Wielki Orderu Virtuti Militari (z gwiazdą), odznaka I Brygady Legionów Polskich, orzełek legionowy, skrzyżowane buławy marszałkowskie oraz Belweder (hologram).

## Nakład
Polska Wytwórnia Papierów Wartościowych wydrukowała 50 000 banknotów, o wymiarach 147 × 67 mm, wg projektu Andrzeja Heidricha.

## Opis
Jest to 6. banknot kolekcjonerski wydany przez PWPW i upamiętnia 100. rocznicę utworzenia Legionów Polskich. Jest to także pierwszy banknot polimerowy wyemitowany przez NBP.

## Zabezpieczenia
Banknot ma zabezpieczenia takie jak:
- farba zmienna optycznie w zależności od kąta patrzenia
- hologram
- mikrodruk
- przezroczyste okienko
- znak UV